# Němčice (powiat Pardubice)
Němčice – wieś i gmina w Czechach, w powiecie Pardubice, w kraju pardubickim.
1 stycznia 2017 gminę zamieszkiwało 606 osób, a ich średni wiek wynosił 33,6 roku.